# 697 (szám)
A 697 (római számmal: DCXCVII) egy természetes szám, félprím, a 17 és a 41 szorzata.

## A szám a matematikában
A tízes számrendszerbeli 697-es a kettes számrendszerben 1010111001, a nyolcas számrendszerben 1271, a tizenhatos számrendszerben 2B9 alakban írható fel.
A 697 páratlan szám, összetett szám, azon belül félprím, kanonikus alakban a 171 · 411 szorzattal, normálalakban a 6,97 · 102 szorzattal írható fel. Négy osztója van a természetes számok halmazán, ezek növekvő sorrendben: 1, 17, 41 és 697.
Hétszögszám.
12-hipertökéletes szám.
A 697 négyzete 485 809, köbe 338 608 873, négyzetgyöke 26,40076, köbgyöke 8,86634, reciproka 0,0014347. A 697 egység sugarú kör kerülete 4379,38016 egység, területe 1 526 213,985 területegység; a 697 egység sugarú gömb térfogata 1 418 361 530,5 térfogategység.